# Calopteryx exul
Calopteryx exul là một loài chuồn chuồn kim thuộc họ Calopterygidae. Loài này có ở Algeria, Maroc, và Tunisia. Môi trường sống tự nhiên của chúng là sông ngòi. Chúng hiện đang bị đe dọa vì mất môi trường sống.